# Augusto Imperiali
Augusto Imperiali (Cisterna di Latina, 27 agosto 1865 – 18 dicembre 1954) fu un buttero della Casata Caetani, noto per aver vinto una sfida contro Buffalo Bill.

## La disfida

Buffalo Bill con un paio di butteri

Buffalo Bill arrivò in Italia la prima volta nel 1890, sbarcando a Napoli dove fece i primi spettacoli, quindi la carovana si spostò verso Roma fermandosi nella zona di Cisterna di Latina, dove a seguito di una discussione col duca Onorato Caetani sulle abilità di domare e cavalcare i cavalli, sfidò i butteri locali a sellare e cavalcare alcuni puledri americani, senza essere sbalzati dalla sella, nell'arena dello spettacolo circense Wild West Show.
A capo di un gruppo di nove compagni, Imperiali, l'8 marzo 1890 a Prati di Castello (Roma), vinse la sfida lanciata da Buffalo Bill.
(Nasi, 2006)
L'evento fu molto seguito dalla popolazione e dalla stampa. Si legge, ne "Il Messaggero" del 10 marzo 1890:
(Il Messaggero)
Imperiali, soprannominato "Augustarello" divenne famoso come un eroe, la sua vittoria entrò a far parte della memoria storica locale, a Cisterna di Latina gli fu dedicata una scuola elementare, una statua, la sua figura ispirò libri e anche un fumetto biografico .
Augusto Imperiali morì nel 1954, all'età di 89 anni. Le sue spoglie riposano nel cimitero di Cisterna.

## La polemica su Panariello
Nel 2004, durante il varietà di Rai Uno Ma il cielo è sempre più blu, il comico Giorgio Panariello attribuì la vittoria ai butteri maremmani innescando le proteste degli eredi di Imperiali, delle associazioni dei butteri e dell'Amministrazione Comunale di Cisterna: il cui sindaco Mauro Carturan, annunciò che se Panariello non avesse rettificato, il Comune avrebbe chiesto un risarcimento milionario alla Rai. La querelle, di cui si occuparono fra gli altri lo scrittore pontino Antonio Pennacchi, Le Iene,  si chiuse una settimana dopo, con la rettifica di Panariello.